# イーディス・ロードン＝ヘイスティングズ (第10代ラウドン女伯爵)

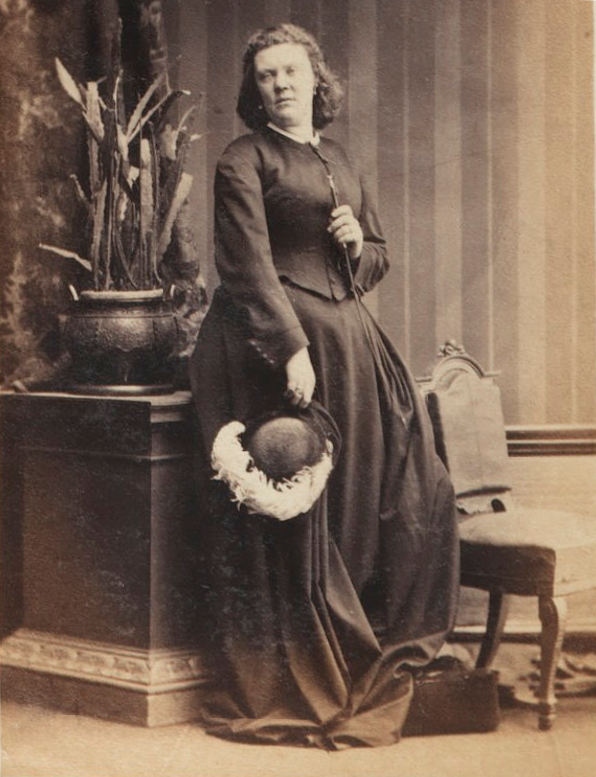
カミーユ・シルヴィによる写真、1861年4月30日撮影。

第10代ラウドン女伯爵イーディス・モード・ロードン＝ヘイスティングズ（英語: Edith Maud Rawdon-Hastings, 10th Countess of Loudoun、1833年12月10日 – 1874年1月23日）は、イギリスの貴族。

## 生涯
第2代ヘイスティングズ侯爵ジョージ・ロードン＝ヘイスティングズと妻バーバラ（旧姓イェルヴァートン（Yelverton）、1810年5月20日 – 1858年11月19日、第20代グレイ・ド・ルシン女男爵、第19代グレイ・ド・ルシン男爵ヘンリー・イェルヴァートンの娘）の娘として、1833年12月10日に生まれ、1834年1月4日にカースル・ドニントンで洗礼を受けた。
1853年4月30日、チャールズ・クリフトン（1880年に初代ドニントン男爵に叙爵）と結婚、4男2女をもうけた。1859年、議会立法により夫が姓を「アブニー＝ヘイスティングズ」に改めた。
- フローラ・ポーリーナ・ヘティ・バーバラ・クリフトン（Flora Paulyna Hetty Barbara Clifton、1854年2月13日 – 1887年4月11日） - 1877年11月21日、第15代ノーフォーク公爵ヘンリー・フィッツアラン＝ハワードと結婚、子供あり
- チャールズ・エドワード（1855年1月5日 – 1920年5月17日） - 第11代ラウドン伯爵、第2代ドニントン男爵
- ポーリン・フランシス・カスバート（Paulyn Francis Cuthbert、1856年10月21日 – 1907年10月19日） - 1881年12月20日、モード・グリムストン（Maud Grimston、1929年9月3日没、第2代ヴェルラム伯爵ジェームズ・ウォルター・グリムストン（英語版）の娘）と結婚、子供あり。第12代ラウドン女伯爵イーディス・モード・アブニー＝ヘイスティングズ（英語版）の父
- ギルバート・セオフィラス・クリフトン（1859年5月29日 – 1927年5月31日） - 第3代ドニントン男爵
- ヘンリー・セシル・プランタジネット・クリフトン（Henry Cecil Plantagenet Clifton、1860年6月19日 – 1886年11月22日）
- エギディア・ソフィア・フレデリカ・クリスティーナ・クリフトン（Egidia Sophia Frederica Christina Clifton、1870年5月9日 – 1892年3月6日）

1868年11月10日に弟にあたる第4代ヘイスティングズ侯爵ヘンリー・ロードン＝ヘイスティングズが死去すると、ラウドン女伯爵位を継承した。また、弟の死去に伴いボトリー男爵位、ハンガーフォード男爵位、ド・モリンズ男爵位、ヘイスティングズ男爵位が停止状態になったが、1871年11月6日に解消され、イーディスが継承することとなった。
1874年1月23日にワイト島ヴェントナーで死去、息子チャールズ・エドワードが爵位を継承した。